# Muriel Bell
Pour les articles homonymes, voir Bell.
Muriel Emma Bell (4 janvier 1898 - 2 mai 1974) est une nutritionniste et chercheuse médicale néo-zélandaise.

## Enfance
Bell est née à Murchison, Nouvelle-Zélande le 4 janvier 1898, la fille de Thomas Bell, fermier, et Eliza (née Sheat). Bell a fréquenté l'école locale de Murchison. En 1907, sa mère est tuée et son père blessé dans un accident de tramway à Wellington et son père doit donc abandonner l'agriculture. Il a déménagé la famille à Nelson et est devenu plus tard maire de Richmond.

## Éducation
Le père de Bell s'est remarié en 1909 et Jessie McNee est devenue la belle-mère de Bell. Elle a encouragé Bell dans son éducation, et Bell a d'abord étudié à la Nelson Girls' Central School, puis au Nelson College for Girls (en), où elle est devenue préfète en chef. En 1916, Bell a remporté une bourse junior à l'université Victoria de Wellington et a commencé un bachelor. En 1917, elle est transférée à la faculté de médecine d'Otago. En 1926, elle a été la première femme à obtenir un diplôme de docteur en médecine de l'université d'Otago. La thèse de Bell portait sur le métabolisme basal dans le goitre et a contribué à l'introduction du sel iodé, car ses recherches ont montré que l'augmentation du niveau d'iode dans l'alimentation était une protection efficace contre la maladie,.

## Carrière
En 1922, Bell a été nommée maître de conférences adjointe en physiologie et, l'année suivante, est devenue maître de conférences en physiologie à la faculté de médecine d'Otago.
En 1929, Bell a reçu la bourse de recherche William Gibson pour les femmes médecins de l'Empire britannique, qui lui a permis d'étudier la maladie de la brousse chez les moutons avec le nouveau Department of Scientific and Industrial Research (en) (DSIR). Elle s'est également intéressée aux carences du sol à cette époque. De 1930 à 1932, elle a fait des recherches sur les vitamines à l'University College de Londres, puis est restée en Angleterre pour travailler comme pathologiste, notamment à l'hôpital Elizabeth Garrett Anderson.
En 1935, Bell retourna à Dunedin  et prit un poste de professeur de physiologie et de pharmacologie expérimentale à la faculté de médecine d'Otago. Deux ans plus tard, elle est devenue membre fondatrice du Medical Research Council et a siégé à son comité de nutrition en tant qu'agente de recherche et présidente. Elle a également siégé au conseil de santé, où elle était la seule femme membre du conseil.
En 1940, Bell a été nommée première responsable de la nutrition au ministère de la Santé et a occupé ce poste jusqu'à sa retraite en 1964. Elle a également occupé le poste de directrice de la recherche en nutrition à la faculté de médecine d'Otago pendant la même période. Dans ces rôles, elle a à la fois mené des recherches et trouvé des moyens efficaces de communiquer les résultats au public, tels que des articles de magazines et de journaux, des émissions de radio et la Plunket Society. Pendant la Seconde Guerre mondiale, elle a conseillé la Croix-Rouge néo-zélandaise sur la valeur en vitamines des colis alimentaires envoyés aux soldats servant à l'étranger et immédiatement après la guerre, elle était responsable de la rédaction des directives et des échelles de rationnement alimentaire. Elle a également étudié la teneur en vitamines des légumes, des fruits, du poisson et des céréales cultivés en Nouvelle-Zélande, et a encouragé les Néo-Zélandais à manger plus de fruits et légumes.
L'un des premiers projets de Bell consistait à superviser la publication conjointe d'un manuel sur la nutrition par l'Otago Medical School, le ministère de la Santé et le Medical Research Council. La publication « Good Nutrition: Principles and Menus » a été un énorme succès et 40 000 exemplaires ont été produits pour les infirmières, les médecins et le grand public.
Un objectif particulièrement important pour Bell était d'assurer un approvisionnement en lait sûr et abordable et d'encourager les Néo-Zélandais à boire du lait dans le cadre de leur alimentation quotidienne. Elle a été membre fondatrice du Central Milk Council, un organisme de surveillance formé en 1945 pour résoudre les problèmes de l'industrie qui avaient été révélés lors d'une enquête l'année précédente. Pendant qu'elle siégeait au conseil, elle travaillait à faire pasteuriser le lait, à le livrer dans des camions couverts pour le protéger du soleil, et à faire détruire les vaches en mauvaise santé. Avec le Dr Helen Deem de la Plunket Society, elle a révisé les directives pour les bébés nourris au biberon.
Un autre domaine d'intérêt pour Bell était l'augmentation des caries dentaires. En 1950, Bell et son amie, le Dr Lucy Wills, passent huit semaines aux Fidji et aux Samoa pour enquêter sur les raisons nutritionnelles de la carie dentaire chez les populations locales. Deux ans plus tard, elle a passé un congé sabbatique à l'Université Harvard où elle a étudié les effets de l'eau fluorée. À la suite de ses recherches, elle est retournée en Nouvelle-Zélande pour faire campagne pour la fluoration de l'eau . Elle a réussi et, à partir de 1958, a été membre du comité de fluoration du ministère de la Santé.
Après sa retraite en 1964, Bell a continué à s'intéresser aux études nutritionnelles. Elle est restée active au Conseil du lait jusqu'à sa mort  et lorsqu'elle est décédée le 2 mai 1974, elle travaillait sur un article sur la baie de karaka.

## Vie privée
Bell a été mariée deux fois : d'abord avec James Saunders, de 1928 à sa mort en 1940 ; puis à Alfred Hefford, de 1942 à sa mort en 1957.

## Reconnaissances
De 1938 à 1940, elle est vice-présidente de la branche Dunedin de la New Zealand Medical Women's Association (Association des femmes médicales de Nouvelle-Zélande). De 1940 à 1945 elle en est la présidente.
En 1941 elle devient membre de l'Institut de chimie de Nouvelle-Zélande, puis en 1952 membre de la Société royale de Nouvelle-Zélande,, en 1959 membre de la Royal Society of Medicine , en 1959 membre du Royal Australasian College of Physicians  et en 1966 membre honoraire de la New Zealand Nutrition Society .
En 1959 elle est reçue commandeur de l'ordre de l'Empire britannique.
En 1968 elle reçoit un doctorat honorifique décerné par l'université d'Otago .
La Nutrition Society of New Zealand organise chaque année une conférence commémorative Muriel Bell.

## Héritage
En 2017, elle a été sélectionnée comme l'une des « 150 femmes en 150 mots » de la Société royale de Nouvelle-Zélande.